# Оберг, Юаким
Кент Юаким Хокон Оберг (швед. Kent Joackim Håkon Åberg; род. 22 июля 1998) — шведский футболист, полузащитник ГАИС.

## Клубная карьера
Футболом начал заниматься в «Кунгсбакке», откуда затем перешёл в «Унсалу». За взрослую команду клуба в 2014 году провёл девять матчей в четвёртом шведском дивизионе. В 2015 году попал в академию «Хеккен», где также выступал за юношеские и молодёжную команду, дважды выиграл кубок Готии, тренировался с главной командой.
Летом 2017 года вернулся в «Унсалу», выступающую в третьем дивизионе. Спустя два сезона вместе с командой вышел во второй дивизион. В ноябре 2018 года проходил просмотр в «Дегерфорсе», хорошо проявил себя, но контракт предложен ему не был. Также перед сезоном 2019 года тренировался с «Эребру» и ГАИС, но в итоге остался в «Унсале» ещё на сезон.
11 декабря 2019 года стал игроком ГАИС, с которым подписал двухлетний контракт. Первую игру за новый клуб провёл 23 февраля 2020 года в кубке страны против «Хеккена». Впервые в Суперэттане из-за пандемии коронавируса сыграл 21 июня в гостевом поединке против «Норрбю». По результатам сезона 2021 года ГАИС проиграл в стыковых матчах и вылетел в первый дивизион. Несмотря на понижение, Оберг продлил контракт с клубом. Через год он вместе с командой вернулись в Суперэттан, а ещё спустя сезон они заняли вторую строчку в турнирной таблице и вышли в Алльсвенскан. 31 марта 2024 года в матче первого тура против «Броммапойкарны» дебютировал в чемпионате Швеции, выйдя на поле в стартовом составе.

## Клубная статистика
| Выступление      | Выступление      | Выступление      | Лига | Лига | Кубки | Кубки | Конт. кубки | Конт. кубки | Разное | Разное | Итого | Итого |
| Клуб             | Лига             | Сезон            | Игры | Голы | Игры  | Голы  | Игры        | Голы        | Игры   | Голы   | Игры  | Голы  |
| ---------------- | ---------------- | ---------------- | ---- | ---- | ----- | ----- | ----------- | ----------- | ------ | ------ | ----- | ----- |
| Унсала           | Дивизион 4       | 2014             | 9    | 0    | 0     | 0     | 0           | 0           | 0      | 0      | 9     | 0     |
| Унсала           | Дивизион 3       | 2017             | 7    | 1    | 0     | 0     | 0           | 0           | 0      | 0      | 7     | 1     |
| Унсала           | Дивизион 3       | 2018             | 21   | 7    | 1     | 0     | 0           | 0           | 0      | 0      | 22    | 7     |
| Унсала           | Дивизион 2       | 2019             | 25   | 3    | 0     | 0     | 0           | 0           | 0      | 0      | 25    | 3     |
| Унсала           | Итого            | Итого            | 62   | 11   | 1     | 0     | 0           | 0           | 0      | 0      | 63    | 11    |
| ГАИС             | Суперэттан       | 2020             | 22   | 1    | 3     | 0     | 0           | 0           | 0      | 0      | 25    | 1     |
| ГАИС             | Суперэттан       | 2021             | 18   | 1    | 3     | 0     | 0           | 0           | 2      | 0      | 23    | 1     |
| ГАИС             | Дивизион 1       | 2022             | 11   | 0    | 2     | 0     | 0           | 0           | 0      | 0      | 13    | 0     |
| ГАИС             | Суперэттан       | 2023             | 27   | 2    | 3     | 0     | 0           | 0           | 0      | 0      | 30    | 2     |
| ГАИС             | Алльсвенскан     | 2024             | 8    | 0    | 3     | 0     | 0           | 0           | 0      | 0      | 11    | 0     |
| ГАИС             | Итого            | Итого            | 86   | 4    | 14    | 0     | 0           | 0           | 0      | 0      | 100   | 4     |
| Всего за карьеру | Всего за карьеру | Всего за карьеру | 148  | 15   | 15    | 0     | 0           | 0           | 2      | 0      | 165   | 15    |